# IOS 8
iOS 8은 애플이 iOS 7의 후속 버전으로 2014년 9월 17일에 OS X 10.10과 출시한 64bit OS iOS 계열 스마트폰 운영 체제이다.

## 새로 바뀐 기능
- 사진 및 카메라
- 알림 센터
- 메시지
- 키보드
- 패밀리 셰어링 (가족 공유)
- 아이클라우드 드라이브
- 헬스 키트
- 홈 키트
- 컨티뉴이티
- 스포트라이트
- 기타 업데이트

## 지원 기기
| - 아이폰 4S - 아이폰 5 - 아이폰 5C - 아이폰 5S - 아이폰 6 - 아이폰 6 플러스 | - 아이팟 터치 (5세대) - 아이팟 터치 (6세대) | - 아이패드 2 - 아이패드 (3세대) - 아이패드 (4세대) - 아이패드 에어 - 아이패드 에어 2 - 아이패드 미니 (1세대) - 아이패드 미니 2 - 아이패드 미니 3 |

## 문제
실험 결과 애플리케이션 충돌 확률이 2%였던 iOS 7.1에 비해 iOS 8은 3.56% 로 기존의 iOS 7보다 iOS 8이 애플리케이션 충돌 확률이 더 높은 것으로 드러났다.
현재 보고된 문제에는 블루투스, 와이파이, 배터리 문제 등이 있으며, 애플은 아직 이에 대해 공식적인 언급은 하직 않았다.
iOS 8의 업데이트 버전인  iOS 8.2에서 기존에 있었던 여러 가지 게임 관련 버그들이 해결, 수정되었다.

## 같이 보기
- OS X 요세미티
- TvOS